# Cardiss Collins

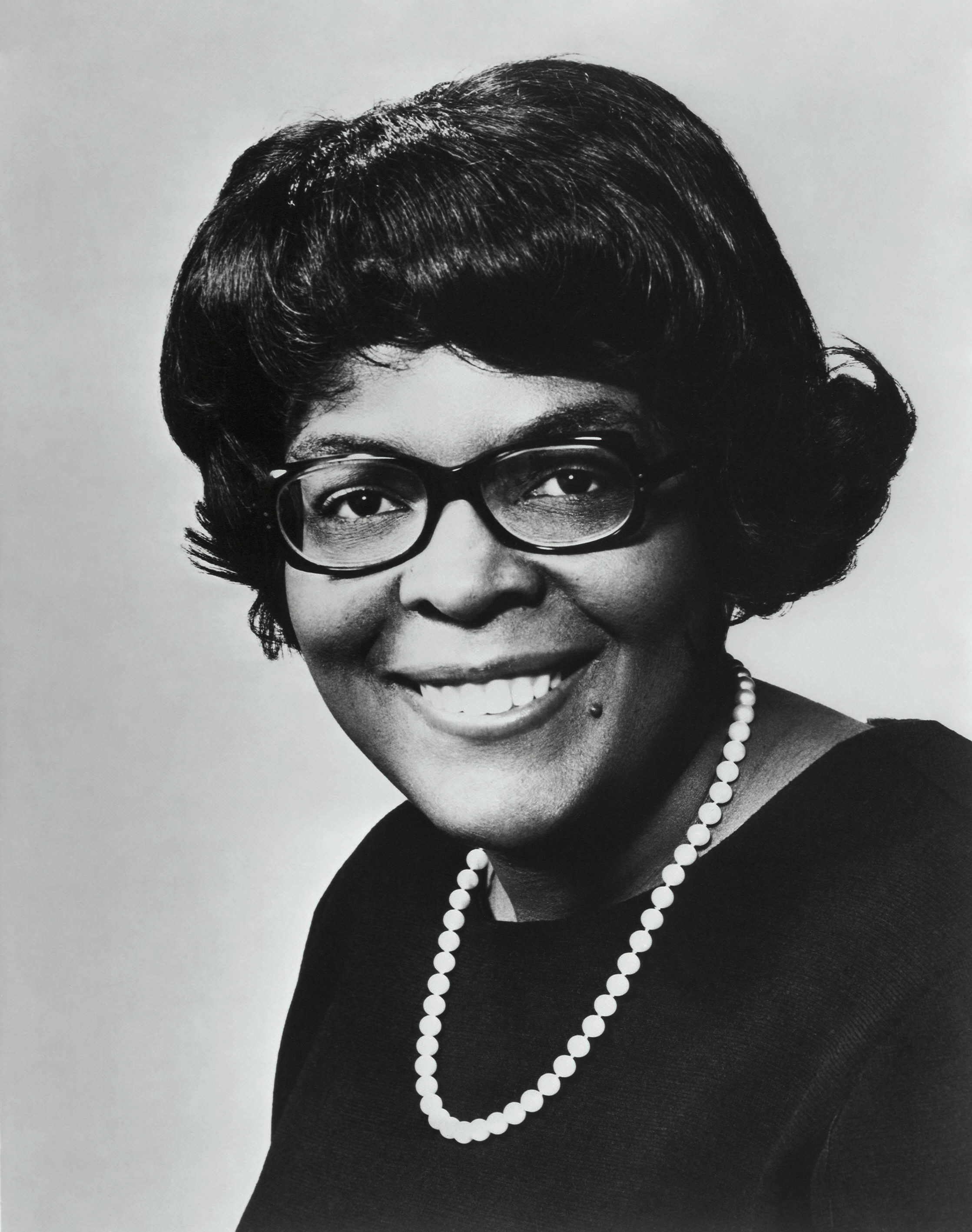
Cardiss Collins

Cardiss Collins (* 24. September 1931 in St. Louis, Missouri; † 3. Februar 2013 in Alexandria, Virginia) war eine US-amerikanische Politikerin. Zwischen 1973 und 1997 vertrat sie den Bundesstaat Illinois im US-Repräsentantenhaus.

## Werdegang
Cardiss Hortense Robertson, so ihr Geburtsname, besuchte die Detroit High School of Commerce und studierte danach an der Northwestern University. In den folgenden Jahren arbeitete sie als Sekretärin, Buchhalterin und Revisorin beim Finanzministerium des Staates Illinois. Sie heiratete den Kongressabgeordneten George W. Collins.
Nach dem Tod ihres Mannes, der bei einem Flugzeugabsturz ums Leben kam, wurde Cardiss Collins als Kandidatin der Demokratischen Partei zu dessen Nachfolgerin im US-Repräsentantenhaus in Washington, D.C. gewählt, wo sie am 5. Juni 1973 ihr neues Mandat antrat. Ihr Wahlbezirk war vom sechsten in den siebten umnummeriert worden. Nach elf Wiederwahlen konnte sie bis zum 3. Januar 1997 im Kongress verbleiben. In diese Zeit fielen das Ende des Vietnamkrieges und die Watergate-Affäre. Von 1979 bis 1981 war sie als Nachfolgerin von Parren Mitchell Vorsitzende des Congressional Black Caucus.
1996 verzichtete Cardiss Collins auf eine weitere Kandidatur. Danach lebte sie in Alexandria, wo sie am 3. Februar 2013 starb.